# Sabine Zimmerebner
Sabine Zimmerebner (* 6. Oktober 1970 in St. Johann im Pongau, Salzburg; † 7. Juli 2015 am Untersberg, Salzburg) war eine österreichische Höhlenforscherin. Mediale Bekanntheit erlangte die hauptberufliche Kindergartenpädagogin im Juni 2014 durch ihre Mitwirkung an der Rettungsaktion in der Riesending-Schachthöhle.

## Leben
Sabine Zimmerebner wuchs im Pongau auf und absolvierte nach der Matura eine Ausbildung zur Kindergartenpädagogin. Bis zu ihrem Tod arbeitete sie über 20 Jahre lang, zuletzt als Gruppenleiterin, für eine gemeinnützige Kinderbetreuungseinrichtung in Salzburg. Darüber hinaus engagierte sie sich im Betriebs- und Aufsichtsrat des Unternehmens.

### Höhlenforschung

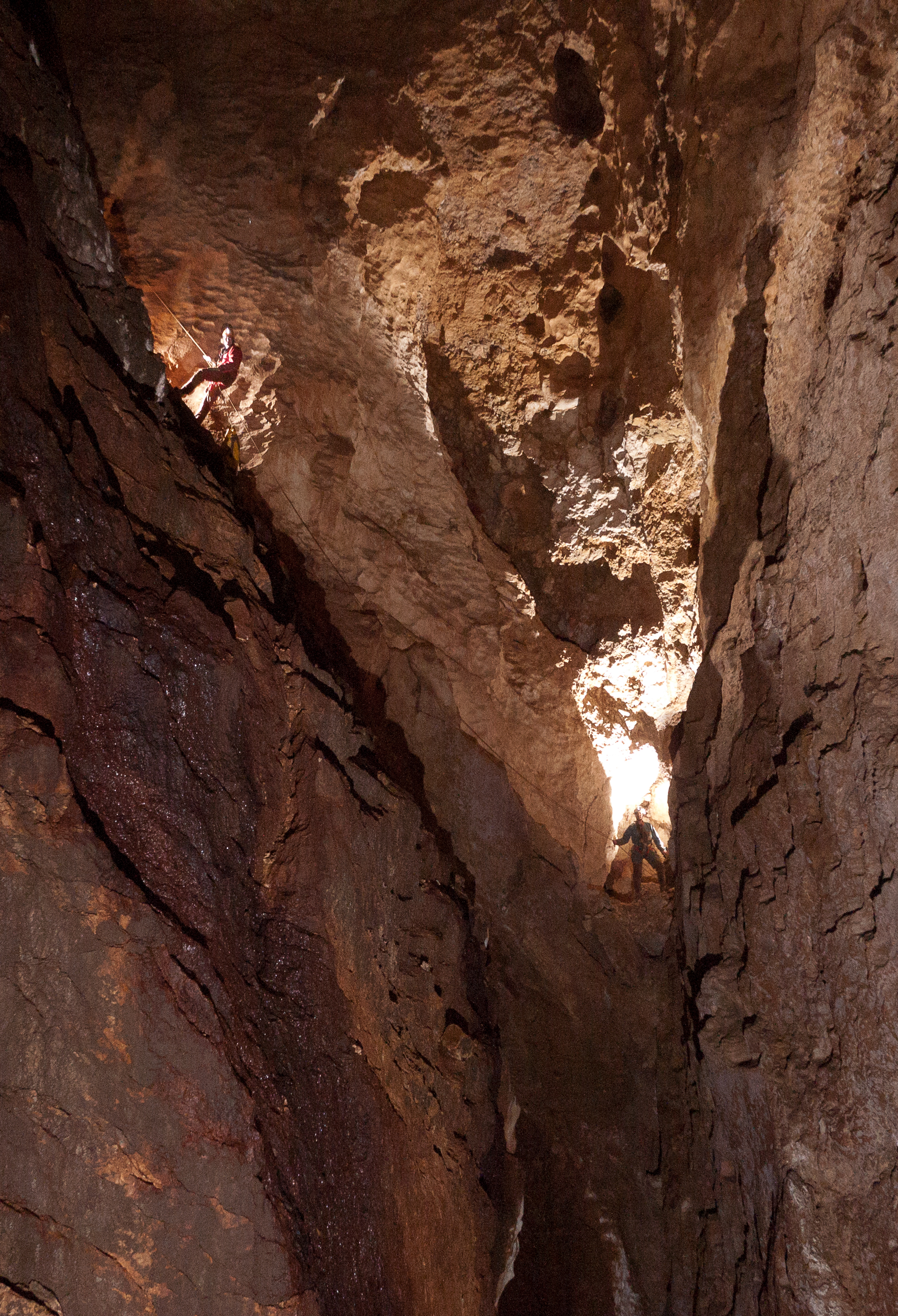
Transzamonien-Halle im Windlöcher-Höhlensystem

Gemeinsam mit ihrem Lebensgefährten trat Zimmerebner 2008 dem Salzburger Landesverein für Höhlenkunde (LVHK) bei. In der Folge erwarb sie sich umfassende Kenntnisse in Befahrungstechnik und machte sich diese bei zahlreichen Touren zunutze. Unter der Leitung von Georg Zagler befuhr sie vor allem das Gamslöcher-Kolowrat-Höhlensystem (Kataster-Nr. 1339/1) und die Windlöcher (1339/31) am Untersberg. Eine ihrer längsten Fahrten dauerte zehn Tage und führte sie im Herbst 2012 in einen der entlegensten Teile der Kolowratshöhle, denen die Forscher den Namen „Isengard“ gaben. Weitere Expeditionen unternahm sie in die Gamskar-Eishöhle (1511/709) und den Horrorschacht (1339/185), wo ihre Forschungsgruppe bis in eine vertikale Tiefe von 600 Meter vordrang. Mit ihrem Lebensgefährten beteiligte sie sich außerdem an Forschungs- und Vermessungstouren in der Eisriesenwelt (1511/24) und im Zitzloch (1339/185) sowie an Zaglers Projekt „Wasserwege des Untersberg“. Ihre Erlebnisberichte veröffentlichte sie in den Verbandsnachrichten des Verbandes Österreichischer Höhlenforschung und in den Zeitschriften Atlantis und Die Höhle. Zimmerebner wurde in den LVHK-Ausschuss gewählt, bekleidete dort die Funktion der Schriftführerin, organisierte Vereinsausflüge sowie 2011 die 100-Jahr-Feier des Landesvereines.
Im Juni 2014 war Zimmerebner als Mitglied der Höhlenrettung entscheidend an der Bergung von Johann Westhauser aus der Riesending-Schachthöhle (1339/336) am Untersberg beteiligt. So war sie eine der ersten Einsatzkräfte, die zur Rettung Westhausers in die Höhle einstiegen, und eine der letzten, die mit dem Unfallopfer wieder herauskamen. In deutschen und österreichischen, aber auch internationalen Medien wurde sie für ihre unbekümmerte, positive Art gelobt und als Quelle für Kraft und Zuversicht beschrieben. Zeitungen wie die New York Times und der Sydney Morning Herald hoben ihre Bedeutung für den Erfolg der Rettungsaktion hervor. Stellvertretend für alle beteiligten österreichischen Höhlenretter zeichnete sie der Verein Life Goes On im folgenden Dezember in der Hofburg mit einem TARA Award in der Kategorie „Courage“ aus.

### Unfalltod
Am 7. Juli 2015 erlitt Sabine Zimmerebner bei einem Steinschlag in einer namenlosen Schachthöhle (1339/368) nahe der Schweigmühlalm am Untersberg eine tödliche Kopfverletzung. Obwohl ihre Begleiter umgehend die Rettungskräfte alarmiert hatten, konnte sie gegen 21 Uhr nur noch tot geborgen werden. Rund 30 Höhlenforscher und -retter, darunter zwei Notärzte, hatten sich an der letztlich erfolglosen Rettungsaktion beteiligt. Zehn Tage nach ihrem Tod wurde ihre Urne unter großer Anteilnahme auf dem Gutshof Glanegg am Fuß des Untersberges beigesetzt. Kondolenzbriefe nationaler und internationaler höhlenkundlicher Organisationen, darunter die Union Internationale de Spéléologie und die European Speleological Federation, gingen ein. Nachrufe zogen Vergleiche mit der 1926 in der Lurgrotte verunglückten Leopoldine Fuhrich, die ebenfalls Schriftführerin ihres Landesvereines gewesen war.
Sabine Zimmerebner hinterlässt eine 1998 geborene Tochter.
Die von Verena Altenberger im 2022 erstmals ausgestrahlten zweiteiligen Fernsehfilm Riesending – Jede Stunde zählt verkörperte Figur ist an Zimmerebner angelehnt.

## Publikationen
- Sabine Zimmerebner, Gudrun Wallentin: Forschungstour in das Gamslöcher-Kolowrathöhlensystem (1339/1). In: Verbandsnachrichten, Mitteilungsblatt des Verbandes Österreichischer Höhlenforschung. Band 62, Heft 1, 2011, S. 9–10 (zobodat.at [PDF; 6,4 MB; abgerufen am 19. Oktober 2024]).
- Sabine Zimmerebner: Neustart der Forschungstätigkeiten in den Windlöchern 2011. In: Atlantis. Band 33, Heft 3/4, 2011, S. 23–28.
- Gudrun Wallentin, Roland Kals, Sabine Zimmerebner: Die Windlöcher am Untersberg. Moderne Forschungsdokumentation in traditionsreicher Riesenhöhle. In: Die Höhle. Band 64, 2013, S. 112–118 (zobodat.at [PDF; 21,6 MB; abgerufen am 19. Oktober 2024]).
- Sabine Zimmerebner: Auf Straflager in Isengard. Erlebnisbericht von der zehntägigen Herbsttour (26.10.–4.11.2012) in das Gamslöcher-Kolowratsystem (1339/1). In: Verbandsnachrichten, Mitteilungsblatt des Verbandes Österreichischer Höhlenforschung. Band 64, Heft 1, 2013, S. 3–7 (zobodat.at [PDF; 2,9 MB; abgerufen am 19. Oktober 2024]).
- Sabine Zimmerebner: Fossilienwanderung in der Hirlatzhöhle. In: Atlantis. Band 35, Heft 1/2, 2013, S. 37–39.
- Sabine Zimmerebner: Eiskogelhöhle (1511/101). Bericht über unsere zweitägige Vereinstour ins südliche Tennengebirge vom 20. bis 21. Juli. In: Atlantis. Band 35, Heft 3/4, 2013, S. 1–4.
- Sabine Zimmerebner: Orthank ist gefallen! In: Atlantis. Band 36, Heft 1/4, 2014, S. 76–81.